# Johann Christoph Boecklin
Johann Christoph Boecklin (* 12. Oktober 1657 in Augsburg; † 9. Februar 1709 in Leipzig) war ein deutscher Kupferstecher.
Boecklin war als Kupferstecher in Leipzig tätig. Neben seiner Tätigkeit als Illustrator stach er über 120 Porträts von Zeitgenossen, die für seine Schaffenszeit durch ihre vergleichsweise sparsame Rahmung auffallen. Boecklin signierte „Christoph Böcklin Aug. Vind. sculpebat Lipsiae.“

## Illustrationen
- Acta Eruditorum. 1686, 1687 und 1697.
- Leonhard Christoph Sturm, Nicolaus Goldmann: Vollständige Anweisung zu der Civil Bau-Kunst. Wolfenbüttel 1696.
- Johann Jakob Vogel: Leipzigisches Chronicon, Das ist: Gruend- und ausfuehrliche Beschreibung der churfürstl. sächs. welt-bekandten Handels-Stadt Leipzig. Das erste Buch. Vom Ursprung und Bedeutung des Nahmens dieser Stadt, ingleichen in welchem Lande, in was vor einer Gegend, und unter welcher Elevation des Himmels, Leipzig gelegen. Leipzig, um 1710.